# Leonard Patrick Komon

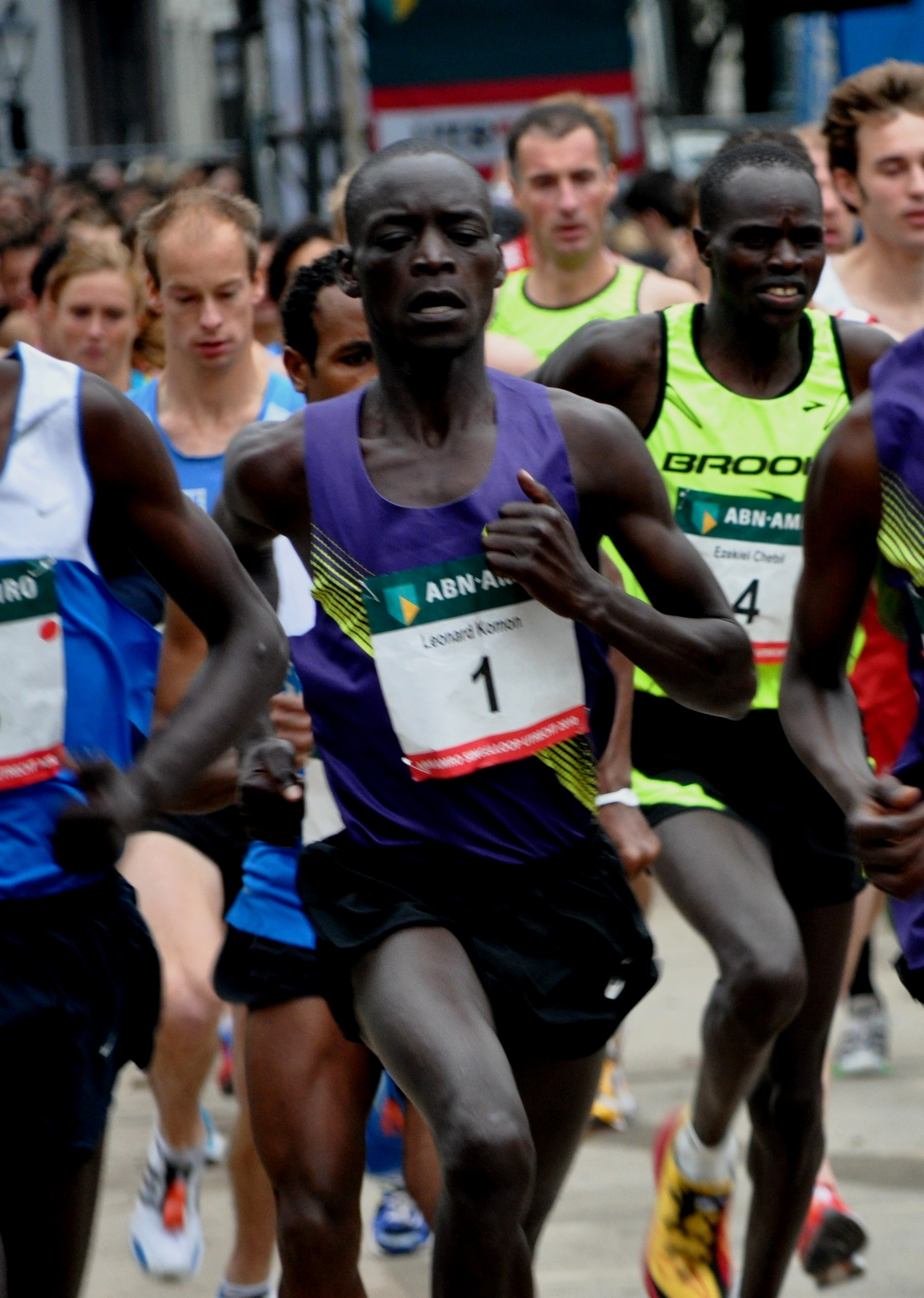
Leonard Patrick Komon beim Singelloop Utrecht 2010

Leonard Patrick Komon (* 10. Januar 1988 in Korungotuny, Mount Elgon District, Provinz Western) ist ein kenianischer Langstreckenläufer.

## Leben
Von 2002 an besuchte er die Cheptais Secondary School und trat erfolgreich bei verschiedenen nationalen Schulmeisterschaften im Bahn- und im Crosslauf an. 2005 musste er die Schule verlassen, da seine Familie sich das Schulgeld nicht mehr leisten konnte. So musste Komon als Helfer auf dem Bauernhof seines Vaters arbeiten. Jedoch wurde der Marathonläufer Steven Matebo Cheptot auf ihn aufmerksam. Unter dessen Anleitung setzte Komon seine athletische Karriere fort.
2006 qualifizierte er sich als Vierter der nationalen Meisterschaft für das Juniorenrennen der Crosslauf-Weltmeisterschaften in Fukuoka. Dort gewann er die Silbermedaille und wurde daraufhin vom Manager Gianni Demadonna unter Vertrag genommen.
2007 wurde er bei den Crosslauf-Weltmeisterschaften in Mombasa Vierter in der Juniorenkategorie und gewann mit der Mannschaft Gold.
2008 startete er im Erwachsenenrennen der Crosslauf-Weltmeisterschaften in Edinburgh und gewann die Silbermedaille hinter Rekordweltmeister Kenenisa Bekele und vor Titelverteidiger Zersenay Tadese. Über die 10.000-Meter-Distanz brach er die 27-Minuten-Marke, musste aber beim nationalen Ausscheidungsrennen für die Olympischen Spiele in Peking aufgrund einer Verletzung aufgeben.
Bei den Crosslauf-Weltmeisterschaften 2009 in Amman wurde er Vierter und gewann mit der Mannschaft Gold. Dieselbe Einzel- und Teamplatzierung erreichte er im Jahr darauf bei den Crosslauf-Weltmeisterschaften in Bydgoszcz.
Beim Singelloop Utrecht 2010 siegte er wie schon im Vorjahr und übertraf dabei den Weltrekord im 10-km-Straßenlauf um 17 Sekunden auf 26:44 min. Zwei Wochen danach besiegte er bei den Grand 10 Berlin den bisherigen Weltrekordler Micah Kipkemboi Kogo und lief dabei mit 27:12 min die schnellste Zeit auf deutschem Boden.
Im November stellte er beim Zevenheuvelenloop mit 41:13 min über 15 km einen weiteren Weltrekord im Straßenlauf auf.
2011 gewann er den Würzburger Residenzlauf, den Healthy Kidney 10K, den Dam tot Damloop, die Grand 10 Berlin, den Great South Run und den Silvesterlauf Peuerbach.
Leonard Patrick Komon ist 1,75 m groß und wiegt 54 kg. Er ist bei der Kenya Airports Authority als Feuerwehrmann angestellt und wird von Juma Ndiwa trainiert. Seit Januar 2008 wird er vom Manager Bob Verbeeck und dessen Firma Golazo betreut.

## Persönliche Bestzeiten
- 3000 m: 7:33,27 min, 6. September 2009, Rieti
- 5000 m: 12:58,24 min, 10. Juli 2009, Rom
- 10.000 m: 26:55,29 min, 3. Juni 2011, Eugene
- 10-km-Straßenlauf: 26:44 min, 26. September 2010, Utrecht
- 15-km-Straßenlauf: 41:13 min, 21. November 2010, Nijmegen
- 20-km-Straßenlauf: 56:51 min, 28. März 2015, Prag
- Halbmarathon: 59:14 min, 30. März 2014, Berlin